# 米德尔格伦登
米德尔格伦登是厄勒海峡的一个海上风车园，距离丹麦首都哥本哈根3.5公里，于2000年落成，为当时世界上最大的海上风车园。共有20个涡轮组成，发电能力为40MW，为哥本哈根提供4%电力。

## 历史

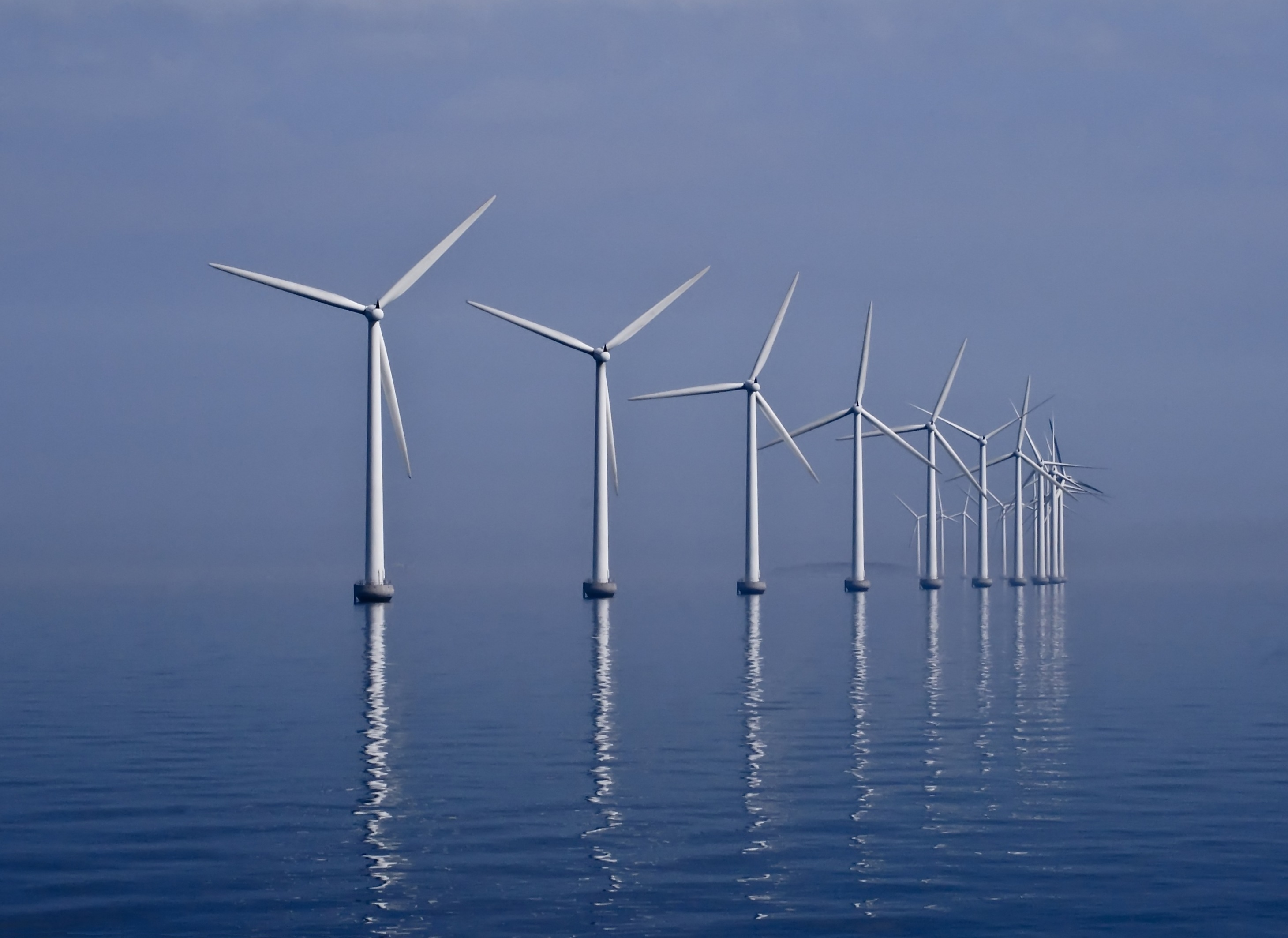
米德尔格伦登

1996年，哥本哈根环境和能源办公室（CEEO）启动了一个项目，米德尔格伦登被列入海上风车园的候选地。当地人组成了米德尔格伦登风车合作社（Middelgrunden Wind Turbine Cooperative），与CEEO一起同哥本哈根本地市政公用事业公司合作。该提议一开始被丹麦自然保护协会反对，后获得通过。

## 公众参与
该项目是一个社区风能的例子。50%所有权归米德尔格伦登风车合作社的10,000名投资者所有，另50%归市政公用事业公司所有。